# 查氏平腹蛛
查氏平腹蛛（学名：Gnaphosa charitonowi）为平腹蛛科平腹蛛属的动物。在中国大陆，分布于甘肃、内蒙古等地。该物种的模式产地在甘肃。